# الزيلندية
اللغة الزيلندية هي لغة يتحدثها سكان مقاطعة زيلند في غرب هولندا وجزيرة جويري-أوفرفلاكي التابعة لمقاطعة جنوب هولندا. يصنفها الكثيرون على أنها إحدى لهجات اللغة الهولندية، إلا أنها تختلف عنها بالواقع، وتتركَّز الاختلافات بينهما في النطق واللفظ، إلا أن هناك بعض الاختلافات أيضاً في قواعد اللغة والمفردات، التي تتميز بشكل واضح عن تلك في الهولندية الفصحى، ويصعب على متحدثي الهولندية المبتدئين فهم الزيلندية. يصنف بعض اللغويّين الزيلندية كلهجةٍ تابعة للفلمنية الغربية.

## النشأة
الزيلندية هي لغة إقليمية تمثل مرحلة وسطى بين اللهجتين الهولندية والفلمنية الغربية. خلال العصور الوسطى والعصر الحديث المبكر طالبت مقاطعتا هولندا والفلاندر بزيلندا، وقد تسبَّب تخاطفهما لها بخضوعها لتأثير كلتا المقاطعتين المجاورتين. ويظهر ذلك بوضوحٍ في التزايد المطّرد للمفردات الهولندية باللهجة الزيلندية عند الاتّجاه شمالاً، إلا أن الحدود الجغرافبة الواضحة بين المقاطعتين حافظت على تميّز الزيلندية ووضوح حدودها الجغرافية.